# Lierderholthuis
Lierderholthuis est un village situé dans la commune néerlandaise de Raalte, dans la province d'Overijssel. Le 1er janvier 2008, le village comptait 176 habitants.